# Serra d'Espoia
La Serra d'Espoia és una serra situada als municipis de Carme i la Torre de Claramunt (Anoia), amb una elevació màxima de 456 metres.